# Deborah Tannen
Deborah Frances Tannen (ur. 7 czerwca 1945 w Nowym Jorku na Brooklynie) – amerykańska socjolingwistka.

## Życie i działalność
Ukończyła szkołę średnią Hunter College w Nowym Jorku, następnie studiowała literaturę angielską w Harpur College (obecnie część uniwersytetu w Binghamton). Magisterium z anglistyki otrzymała na Wayne State University. Studia kontynuowała na University of California w Berkeley, uzyskując kolejno magisterium i doktorat z lingwistyki.
Obecnie jest profesorem lingwistyki na Georgetown University w Waszyngtonie. Wykładała w wielu krajach i jest autorką książek z zakresu lingwistyki i komunikacji interpersonalnej, z których niektóre stały się bestsellerami.
W Stanach Zjednoczonych stała się znana po opublikowaniu w 1990 roku książki You Just Don't Understand. Women and Men in Conversation, która została przetłumaczona na 30 języków i pozostawała na liście bestellerów New York Timesa przez blisko 4 lata (w tym przez 8 miesięcy była numerem 1).

## Tłumaczenia prac na język polski
- To nie tak! Jak styl konwersacyjny kształtuje relacje z innymi  Poznań 2002 Wyd. Zysk i S-ka Wydawnictwo, ISBN 83-7298-277-5 (That's Not What I Meant! How Conversational Style Makes or Breaks Relationships 1986)
- Ty nic nie rozumiesz! Kobieta i mężczyzna w rozmowie wyd. I i II: Warszawa 1994, 1995, Wydawnictwo W.A.B., wyd. III: Poznań 1999, Wyd. Zysk i S-ka. (You Just Don't Understand. Women and Men in Conversation 1990)
- Co to ma znaczyć. Jak style konwersacyjne kobiet i mężczyzn wpływają na to, kto jest wysłuchany, kto zbiera laury i co jest zrobione w pracy, Poznań 1997, Zysk i S-ka (Talking from 9 to 5. Women and Men at Work 1994)
- Cywilizacja kłótni. Jak powstrzymać amerykańską wojnę na słowa, Poznań 2003, Zysk i S-ka (The Argument Culture. Stopping America's War of Words 1998), ISBN 83-7298-312-7
- Mówię to, bo cię kocham. Jak to się dzieje, że rozmawiając, możemy wzmocnić lub zniszczyć nasze więzi, Poznań 2002, Wyd. Zysk i S-ka, ISBN 83-7298-107-8 (I Only Say This Because I Love You. Talking to Your Parents, Partner, Sibs, and Kids When You're All Adults 2001)
- I coś ty na siebie włożyła? Rozmowy matek i córek, Gdańsk 2008, Gdańskie Wydawnictwo Psychologiczne (You're Wearing THAT? Mothers and Daughters in Conversation 2006)